# Okręgowe rozgrywki w piłce nożnej woj. białostockiego, łomżyńskiego, suwalskiego (1979/1980)
46. Edycja okręgowych rozgrywek w piłce nożnej województwa białostockiego

4. Edycja okręgowych rozgrywek w piłce nożnej województwa łomżyńskiego i suwalskiego

Okręgowe rozgrywki w piłce nożnej województwa białostockiego, łomżyńskiego, suwalskiego prowadzone są przez okręgowe związki piłki nożnej: białostocki, łomżyński i suwalski. 
Mistrzostwo okręgu :

- białostockiego zdobyła Gwardia Białystok.

- łomżyńskiego, ostrołęckiego i ciechanowskiego zdobyła Narew Ostrołęka.

- suwalskiego zdobyły Wigry II Suwałki.

Puchar Polski okręgu:

- białostockiego zdobyła Jagiellonia Białystok

- łomżyńskiego zdobyła Olimpia Zambrów

- suwalskiego zdobyła Sparta Augustów.
Drużyny z województwa białostockiego, łomżyńskiego i suwalskiego występujące w centralnych i makroregionalnych poziomach rozgrywkowych:
- 1 Liga - brak
- 2 Liga - brak
- 3 Liga (tzw. klasa "M" międzywojewódzka) - Jagiellonia Białystok, Mazur Ełk, Wigry Suwałki, ŁKS Łomża, Śniardwy Orzysz.

| Rozgrywki       | Poziomy rozgrywkowe w sezonie 1979/80 | Poziomy rozgrywkowe w sezonie 1979/80               | Poziomy rozgrywkowe w sezonie 1979/80               | Poziomy rozgrywkowe w sezonie 1979/80               | Poziomy rozgrywkowe w sezonie 1979/80               | Poziomy rozgrywkowe w sezonie 1979/80               | Poziomy rozgrywkowe w sezonie 1979/80               | Poziomy rozgrywkowe w sezonie 1979/80               | Poziomy rozgrywkowe w sezonie 1979/80               | Poziomy rozgrywkowe w sezonie 1979/80               | Poziomy rozgrywkowe w sezonie 1979/80               | Poziomy rozgrywkowe w sezonie 1979/80               | Poziomy rozgrywkowe w sezonie 1979/80               | Poziomy rozgrywkowe w sezonie 1979/80               | Poziomy rozgrywkowe w sezonie 1979/80               | Poziomy rozgrywkowe w sezonie 1979/80               | Poziomy rozgrywkowe w sezonie 1979/80               | Poziomy rozgrywkowe w sezonie 1979/80               | Poziomy rozgrywkowe w sezonie 1979/80               | Poziomy rozgrywkowe w sezonie 1979/80               | Poziomy rozgrywkowe w sezonie 1979/80               | Poziomy rozgrywkowe w sezonie 1979/80               | Poziomy rozgrywkowe w sezonie 1979/80               | Poziomy rozgrywkowe w sezonie 1979/80               | Poziomy rozgrywkowe w sezonie 1979/80               | Poziomy rozgrywkowe w sezonie 1979/80               | Poziomy rozgrywkowe w sezonie 1979/80               | Poziomy rozgrywkowe w sezonie 1979/80               | Poziomy rozgrywkowe w sezonie 1979/80               | Poziomy rozgrywkowe w sezonie 1979/80               | Poziomy rozgrywkowe w sezonie 1979/80               | Poziomy rozgrywkowe w sezonie 1979/80               | Poziomy rozgrywkowe w sezonie 1979/80               | Poziomy rozgrywkowe w sezonie 1979/80               | Poziomy rozgrywkowe w sezonie 1979/80               | Poziomy rozgrywkowe w sezonie 1979/80               | Poziomy rozgrywkowe w sezonie 1979/80               | Poziomy rozgrywkowe w sezonie 1979/80               | Poziomy rozgrywkowe w sezonie 1979/80               | Poziomy rozgrywkowe w sezonie 1979/80               | Poziomy rozgrywkowe w sezonie 1979/80               | Poziomy rozgrywkowe w sezonie 1979/80               | Poziomy rozgrywkowe w sezonie 1979/80               | Poziomy rozgrywkowe w sezonie 1979/80               | Poziomy rozgrywkowe w sezonie 1979/80               | Poziomy rozgrywkowe w sezonie 1979/80               | Poziomy rozgrywkowe w sezonie 1979/80               | Poziomy rozgrywkowe w sezonie 1979/80               | Poziomy rozgrywkowe w sezonie 1979/80               | Poziomy rozgrywkowe w sezonie 1979/80               | Poziomy rozgrywkowe w sezonie 1979/80               | Poziomy rozgrywkowe w sezonie 1979/80               | Poziomy rozgrywkowe w sezonie 1979/80               | Poziomy rozgrywkowe w sezonie 1979/80               | Poziomy rozgrywkowe w sezonie 1979/80               | Poziomy rozgrywkowe w sezonie 1979/80               | Poziomy rozgrywkowe w sezonie 1979/80               | Poziomy rozgrywkowe w sezonie 1979/80               | Poziomy rozgrywkowe w sezonie 1979/80               | Poziomy rozgrywkowe w sezonie 1979/80               | Poziomy rozgrywkowe w sezonie 1979/80               |
| --------------- | ------------------------------------- | --------------------------------------------------- | --------------------------------------------------- | --------------------------------------------------- | --------------------------------------------------- | --------------------------------------------------- | --------------------------------------------------- | --------------------------------------------------- | --------------------------------------------------- | --------------------------------------------------- | --------------------------------------------------- | --------------------------------------------------- | --------------------------------------------------- | --------------------------------------------------- | --------------------------------------------------- | --------------------------------------------------- | --------------------------------------------------- | --------------------------------------------------- | --------------------------------------------------- | --------------------------------------------------- | --------------------------------------------------- | --------------------------------------------------- | --------------------------------------------------- | --------------------------------------------------- | --------------------------------------------------- | --------------------------------------------------- | --------------------------------------------------- | --------------------------------------------------- | --------------------------------------------------- | --------------------------------------------------- | --------------------------------------------------- | --------------------------------------------------- | --------------------------------------------------- | --------------------------------------------------- | --------------------------------------------------- | --------------------------------------------------- | --------------------------------------------------- | --------------------------------------------------- | --------------------------------------------------- | --------------------------------------------------- | --------------------------------------------------- | --------------------------------------------------- | --------------------------------------------------- | --------------------------------------------------- | --------------------------------------------------- | --------------------------------------------------- | --------------------------------------------------- | --------------------------------------------------- | --------------------------------------------------- | --------------------------------------------------- | --------------------------------------------------- | --------------------------------------------------- | --------------------------------------------------- | --------------------------------------------------- | --------------------------------------------------- | --------------------------------------------------- | --------------------------------------------------- | --------------------------------------------------- | --------------------------------------------------- | --------------------------------------------------- | --------------------------------------------------- |
| Centralne       | I poziom ligowy                       | I Liga                                              | I Liga                                              | I Liga                                              | I Liga                                              | I Liga                                              | I Liga                                              | I Liga                                              | I Liga                                              | I Liga                                              | I Liga                                              | I Liga                                              | I Liga                                              | I Liga                                              | I Liga                                              | I Liga                                              | I Liga                                              | I Liga                                              | I Liga                                              | I Liga                                              | I Liga                                              | I Liga                                              | I Liga                                              | I Liga                                              | I Liga                                              | I Liga                                              | I Liga                                              | I Liga                                              | I Liga                                              | I Liga                                              | I Liga                                              | I Liga                                              | I Liga                                              | I Liga                                              | I Liga                                              | I Liga                                              | I Liga                                              | I Liga                                              | I Liga                                              | I Liga                                              | I Liga                                              | I Liga                                              | I Liga                                              | I Liga                                              | I Liga                                              | I Liga                                              | I Liga                                              | I Liga                                              | I Liga                                              | I Liga                                              | I Liga                                              | I Liga                                              | I Liga                                              | I Liga                                              | I Liga                                              | I Liga                                              | I Liga                                              | I Liga                                              | I Liga                                              | I Liga                                              | I Liga                                              |
| Centralne       | II poziom ligowy                      | II Liga - gr.I                                      | II Liga - gr.I                                      | II Liga - gr.I                                      | II Liga - gr.I                                      | II Liga - gr.I                                      | II Liga - gr.I                                      | II Liga - gr.I                                      | II Liga - gr.I                                      | II Liga - gr.I                                      | II Liga - gr.I                                      | II Liga - gr.I                                      | II Liga - gr.I                                      | II Liga - gr.I                                      | II Liga - gr.I                                      | II Liga - gr.I                                      | II Liga - gr.I                                      | II Liga - gr.I                                      | II Liga - gr.I                                      | II Liga - gr.I                                      | II Liga - gr.I                                      | II Liga - gr.I                                      | II Liga - gr.I                                      | II Liga - gr.I                                      | II Liga - gr.I                                      | II Liga - gr.I                                      | II Liga - gr.I                                      | II Liga - gr.I                                      | II Liga - gr.I                                      | II Liga - gr.I                                      | II Liga - gr.I                                      | II Liga - gr.II                                     | II Liga - gr.II                                     | II Liga - gr.II                                     | II Liga - gr.II                                     | II Liga - gr.II                                     | II Liga - gr.II                                     | II Liga - gr.II                                     | II Liga - gr.II                                     | II Liga - gr.II                                     | II Liga - gr.II                                     | II Liga - gr.II                                     | II Liga - gr.II                                     | II Liga - gr.II                                     | II Liga - gr.II                                     | II Liga - gr.II                                     | II Liga - gr.II                                     | II Liga - gr.II                                     | II Liga - gr.II                                     | II Liga - gr.II                                     | II Liga - gr.II                                     | II Liga - gr.II                                     | II Liga - gr.II                                     | II Liga - gr.II                                     | II Liga - gr.II                                     | II Liga - gr.II                                     | II Liga - gr.II                                     | II Liga - gr.II                                     | II Liga - gr.II                                     | II Liga - gr.II                                     | II Liga - gr.II                                     |
| Makroregionalne | III poziom ligowy                     | III Liga - 8 grup (tzw. klasa "M" międzywojewódzka) | III Liga - 8 grup (tzw. klasa "M" międzywojewódzka) | III Liga - 8 grup (tzw. klasa "M" międzywojewódzka) | III Liga - 8 grup (tzw. klasa "M" międzywojewódzka) | III Liga - 8 grup (tzw. klasa "M" międzywojewódzka) | III Liga - 8 grup (tzw. klasa "M" międzywojewódzka) | III Liga - 8 grup (tzw. klasa "M" międzywojewódzka) | III Liga - 8 grup (tzw. klasa "M" międzywojewódzka) | III Liga - 8 grup (tzw. klasa "M" międzywojewódzka) | III Liga - 8 grup (tzw. klasa "M" międzywojewódzka) | III Liga - 8 grup (tzw. klasa "M" międzywojewódzka) | III Liga - 8 grup (tzw. klasa "M" międzywojewódzka) | III Liga - 8 grup (tzw. klasa "M" międzywojewódzka) | III Liga - 8 grup (tzw. klasa "M" międzywojewódzka) | III Liga - 8 grup (tzw. klasa "M" międzywojewódzka) | III Liga - 8 grup (tzw. klasa "M" międzywojewódzka) | III Liga - 8 grup (tzw. klasa "M" międzywojewódzka) | III Liga - 8 grup (tzw. klasa "M" międzywojewódzka) | III Liga - 8 grup (tzw. klasa "M" międzywojewódzka) | III Liga - 8 grup (tzw. klasa "M" międzywojewódzka) | III Liga - 8 grup (tzw. klasa "M" międzywojewódzka) | III Liga - 8 grup (tzw. klasa "M" międzywojewódzka) | III Liga - 8 grup (tzw. klasa "M" międzywojewódzka) | III Liga - 8 grup (tzw. klasa "M" międzywojewódzka) | III Liga - 8 grup (tzw. klasa "M" międzywojewódzka) | III Liga - 8 grup (tzw. klasa "M" międzywojewódzka) | III Liga - 8 grup (tzw. klasa "M" międzywojewódzka) | III Liga - 8 grup (tzw. klasa "M" międzywojewódzka) | III Liga - 8 grup (tzw. klasa "M" międzywojewódzka) | III Liga - 8 grup (tzw. klasa "M" międzywojewódzka) | III Liga - 8 grup (tzw. klasa "M" międzywojewódzka) | III Liga - 8 grup (tzw. klasa "M" międzywojewódzka) | III Liga - 8 grup (tzw. klasa "M" międzywojewódzka) | III Liga - 8 grup (tzw. klasa "M" międzywojewódzka) | III Liga - 8 grup (tzw. klasa "M" międzywojewódzka) | III Liga - 8 grup (tzw. klasa "M" międzywojewódzka) | III Liga - 8 grup (tzw. klasa "M" międzywojewódzka) | III Liga - 8 grup (tzw. klasa "M" międzywojewódzka) | III Liga - 8 grup (tzw. klasa "M" międzywojewódzka) | III Liga - 8 grup (tzw. klasa "M" międzywojewódzka) | III Liga - 8 grup (tzw. klasa "M" międzywojewódzka) | III Liga - 8 grup (tzw. klasa "M" międzywojewódzka) | III Liga - 8 grup (tzw. klasa "M" międzywojewódzka) | III Liga - 8 grup (tzw. klasa "M" międzywojewódzka) | III Liga - 8 grup (tzw. klasa "M" międzywojewódzka) | III Liga - 8 grup (tzw. klasa "M" międzywojewódzka) | III Liga - 8 grup (tzw. klasa "M" międzywojewódzka) | III Liga - 8 grup (tzw. klasa "M" międzywojewódzka) | III Liga - 8 grup (tzw. klasa "M" międzywojewódzka) | III Liga - 8 grup (tzw. klasa "M" międzywojewódzka) | III Liga - 8 grup (tzw. klasa "M" międzywojewódzka) | III Liga - 8 grup (tzw. klasa "M" międzywojewódzka) | III Liga - 8 grup (tzw. klasa "M" międzywojewódzka) | III Liga - 8 grup (tzw. klasa "M" międzywojewódzka) | III Liga - 8 grup (tzw. klasa "M" międzywojewódzka) | III Liga - 8 grup (tzw. klasa "M" międzywojewódzka) | III Liga - 8 grup (tzw. klasa "M" międzywojewódzka) | III Liga - 8 grup (tzw. klasa "M" międzywojewódzka) | III Liga - 8 grup (tzw. klasa "M" międzywojewódzka) | III Liga - 8 grup (tzw. klasa "M" międzywojewódzka) |
|                 |                                       | OZPN Białystok                                      | OZPN Białystok                                      | OZPN Białystok                                      | OZPN Białystok                                      | OZPN Białystok                                      | OZPN Białystok                                      | OZPN Białystok                                      | OZPN Białystok                                      | OZPN Białystok                                      | OZPN Białystok                                      | OZPN Białystok                                      | OZPN Białystok                                      | OZPN Białystok                                      | OZPN Białystok                                      | OZPN Białystok                                      | OZPN Białystok                                      | OZPN Białystok                                      | OZPN Białystok                                      | OZPN Białystok                                      | OZPN Białystok                                      | OZPN Łomża                                          | OZPN Łomża                                          | OZPN Łomża                                          | OZPN Łomża                                          | OZPN Łomża                                          | OZPN Łomża                                          | OZPN Łomża                                          | OZPN Łomża                                          | OZPN Łomża                                          | OZPN Łomża                                          | OZPN Łomża                                          | OZPN Łomża                                          | OZPN Łomża                                          | OZPN Łomża                                          | OZPN Łomża                                          | OZPN Łomża                                          | OZPN Łomża                                          | OZPN Łomża                                          | OZPN Łomża                                          | OZPN Łomża                                          | OZPN Suwałki                                        | OZPN Suwałki                                        | OZPN Suwałki                                        | OZPN Suwałki                                        | OZPN Suwałki                                        | OZPN Suwałki                                        | OZPN Suwałki                                        | OZPN Suwałki                                        | OZPN Suwałki                                        | OZPN Suwałki                                        | OZPN Suwałki                                        | OZPN Suwałki                                        | OZPN Suwałki                                        | OZPN Suwałki                                        | OZPN Suwałki                                        | OZPN Suwałki                                        | OZPN Suwałki                                        | OZPN Suwałki                                        | OZPN Suwałki                                        | OZPN Suwałki                                        |
| Okręgowe        | IV poziom ligowy                      | Klasa A (białostocka)                               | Klasa A (białostocka)                               | Klasa A (białostocka)                               | Klasa A (białostocka)                               | Klasa A (białostocka)                               | Klasa A (białostocka)                               | Klasa A (białostocka)                               | Klasa A (białostocka)                               | Klasa A (białostocka)                               | Klasa A (białostocka)                               | Klasa A (białostocka)                               | Klasa A (białostocka)                               | Klasa A (białostocka)                               | Klasa A (białostocka)                               | Klasa A (białostocka)                               | Klasa A (białostocka)                               | Klasa A (białostocka)                               | Klasa A (białostocka)                               | Klasa A (białostocka)                               | Klasa A (białostocka)                               | Klasa A (łomża+ostroł.+ciech.)                      | Klasa A (łomża+ostroł.+ciech.)                      | Klasa A (łomża+ostroł.+ciech.)                      | Klasa A (łomża+ostroł.+ciech.)                      | Klasa A (łomża+ostroł.+ciech.)                      | Klasa A (łomża+ostroł.+ciech.)                      | Klasa A (łomża+ostroł.+ciech.)                      | Klasa A (łomża+ostroł.+ciech.)                      | Klasa A (łomża+ostroł.+ciech.)                      | Klasa A (łomża+ostroł.+ciech.)                      | Klasa A (łomża+ostroł.+ciech.)                      | Klasa A (łomża+ostroł.+ciech.)                      | Klasa A (łomża+ostroł.+ciech.)                      | Klasa A (łomża+ostroł.+ciech.)                      | Klasa A (łomża+ostroł.+ciech.)                      | Klasa A (łomża+ostroł.+ciech.)                      | Klasa A (łomża+ostroł.+ciech.)                      | Klasa A (łomża+ostroł.+ciech.)                      | Klasa A (łomża+ostroł.+ciech.)                      | Klasa A (łomża+ostroł.+ciech.)                      | Klasa A (suwalska)                                  | Klasa A (suwalska)                                  | Klasa A (suwalska)                                  | Klasa A (suwalska)                                  | Klasa A (suwalska)                                  | Klasa A (suwalska)                                  | Klasa A (suwalska)                                  | Klasa A (suwalska)                                  | Klasa A (suwalska)                                  | Klasa A (suwalska)                                  | Klasa A (suwalska)                                  | Klasa A (suwalska)                                  | Klasa A (suwalska)                                  | Klasa A (suwalska)                                  | Klasa A (suwalska)                                  | Klasa A (suwalska)                                  | Klasa A (suwalska)                                  | Klasa A (suwalska)                                  | Klasa A (suwalska)                                  | Klasa A (suwalska)                                  |
| Okręgowe        | V poziom ligowy                       | Klasa B (białostocka)                               | Klasa B (białostocka)                               | Klasa B (białostocka)                               | Klasa B (białostocka)                               | Klasa B (białostocka)                               | Klasa B (białostocka)                               | Klasa B (białostocka)                               | Klasa B (białostocka)                               | Klasa B (białostocka)                               | Klasa B (białostocka)                               | Klasa B (białostocka)                               | Klasa B (białostocka)                               | Klasa B (białostocka)                               | Klasa B (białostocka)                               | Klasa B (białostocka)                               | Klasa B (białostocka)                               | Klasa B (białostocka)                               | Klasa B (białostocka)                               | Klasa B (białostocka)                               | Klasa B (białostocka)                               | Klasa B (łomżyńska)                                 | Klasa B (łomżyńska)                                 | Klasa B (łomżyńska)                                 | Klasa B (łomżyńska)                                 | Klasa B (łomżyńska)                                 | Klasa B (łomżyńska)                                 | Klasa B (łomżyńska)                                 | Klasa B (łomżyńska)                                 | Klasa B (łomżyńska)                                 | Klasa B (łomżyńska)                                 | Klasa B (łomżyńska)                                 | Klasa B (łomżyńska)                                 | Klasa B (łomżyńska)                                 | Klasa B (łomżyńska)                                 | Klasa B (łomżyńska)                                 | Klasa B (łomżyńska)                                 | Klasa B (łomżyńska)                                 | Klasa B (łomżyńska)                                 | Klasa B (łomżyńska)                                 | Klasa B (łomżyńska)                                 | Klasa B (suwalska)                                  | Klasa B (suwalska)                                  | Klasa B (suwalska)                                  | Klasa B (suwalska)                                  | Klasa B (suwalska)                                  | Klasa B (suwalska)                                  | Klasa B (suwalska)                                  | Klasa B (suwalska)                                  | Klasa B (suwalska)                                  | Klasa B (suwalska)                                  | Klasa B (suwalska)                                  | Klasa B (suwalska)                                  | Klasa B (suwalska)                                  | Klasa B (suwalska)                                  | Klasa B (suwalska)                                  | Klasa B (suwalska)                                  | Klasa B (suwalska)                                  | Klasa B (suwalska)                                  | Klasa B (suwalska)                                  | Klasa B (suwalska)                                  |
| Okręgowe        | VI poziom ligowy                      | Klasa C gr.I                                        | Klasa C gr.I                                        | Klasa C gr.I                                        | Klasa C gr.I                                        | Klasa C gr.I                                        | Klasa C gr.I                                        | Klasa C gr.I                                        | Klasa C gr.I                                        | Klasa C gr.I                                        | Klasa C gr.I                                        | Klasa C gr.II                                       | Klasa C gr.II                                       | Klasa C gr.II                                       | Klasa C gr.II                                       | Klasa C gr.II                                       | Klasa C gr.II                                       | Klasa C gr.II                                       | Klasa C gr.II                                       | Klasa C gr.II                                       | Klasa C gr.II                                       |                                                     |                                                     |                                                     |                                                     |                                                     |                                                     |                                                     |                                                     |                                                     |                                                     |                                                     |                                                     |                                                     |                                                     |                                                     |                                                     |                                                     |                                                     |                                                     |                                                     |                                                     |                                                     |                                                     |                                                     |                                                     |                                                     |                                                     |                                                     |                                                     |                                                     |                                                     |                                                     |                                                     |                                                     |                                                     |                                                     |                                                     |                                                     |                                                     |                                                     |

 Nazewnictwo klas okręgowych

W okręgach białostockim, łomżyńskim i suwalskim funkcjonują nieoficjalnie nazwy, np. klasę A określa się jako okręgową, z kolei łomżyńską klasę B określa się jako klasę wojewódzką. Oficjalnie nadal istnieje podział na klasy A, B i C, stan ten ulegnie zmianie od następnego sezonu 1980/1981, kiedy zostanie wprowadzona klasa okręgowa, A i B.

## Klasa A - IV poziom rozgrywkowy
Grupa białostocka
| Poz. | Drużyna                       | M  | Z  | R | P  | Bramki | Punkty |              |
| ---- | ----------------------------- | -- | -- | - | -- | ------ | ------ | ------------ |
| 1    | Gwardia Białystok (s)         | 22 | 18 | 3 | 1  | 69-14  | 39     | baraże-awans |
| 2    | Włókniarz Białystok (s)       | 22 | 16 | 4 | 2  | 56-12  | 36     |              |
| 3    | Puszcza Hajnówka              | 22 | 10 | 5 | 7  | 46-46  | 25     |              |
| 4    | Tur Bielsk Podlaski           | 22 | 9  | 7 | 6  | 37-33  | 25     |              |
| 5    | Pogoń Łapy                    | 22 | 10 | 4 | 8  | 33-34  | 24     |              |
| 6    | Sokół Sokółka                 | 22 | 11 | 2 | 9  | 46-39  | 24     |              |
| 7    | Ognisko Białystok             | 22 | 8  | 4 | 10 | 41-35  | 20     |              |
| 8    | Jagiellonia II Białystok      | 22 | 6  | 7 | 9  | 26-25  | 19     |              |
| 9    | Lampart Nowe Aleksandrowo (b) | 22 | 6  | 5 | 11 | 24-40  | 17     |              |
| 10   | Husar Nurzec                  | 22 | 6  | 5 | 11 | 30-51  | 17     |              |
| 11   | Włókniarz Wasilków            | 22 | 4  | 3 | 15 | 30-68  | 11     |              |
| 12   | Promień Mońki                 | 22 | 2  | 3 | 17 | 21-62  | 7      |              |

Grupa łomżyńsko-ostrołęcko-ciechanowska
| Poz. | Drużyna                      | M  | Z  | R  | P  | Bramki | Punkty | Ł/O/C |                 |
| ---- | ---------------------------- | -- | -- | -- | -- | ------ | ------ | ----- | --------------- |
| 1    | Narew Ostrołęka (s)          | 22 | -  | -  | -  | 100-18 | 38     | O     | baraż-przegrany |
| 2    | Mazovia Ciechanów            | 22 | -  | -  | -  | 57-22  | 34     | C     |                 |
| 3    | Olimpia Zambrów              | 22 | 15 | 2  | 5  | 40-17  | 32     | Ł     |                 |
| 4    | Błękitni Raciąż              | 22 | -  | -  | -  | 52-24  | 31     | C     |                 |
| 5    | ZWAC Małkinia                | 22 | -  | -  | -  | 39-39  | 23     | O     |                 |
| 6    | Warmia Grajewo               | 22 | 10 | 2  | 10 | 49-55  | 22     | Ł     |                 |
| 7    | Bug Wyszków                  | 22 | -  | -  | -  | 57-29  | 22     | O     |                 |
| 8    | Ostrovia Ostrów Mazowiecka   | 22 | -  | -  | -  | 33-42  | 19     | O     |                 |
| 9    | Sparta Szepietowo            | 22 | 7  | 10 | 5  | 37-65  | 14     | Ł     |                 |
| 10   | MZKS Płońsk                  | 22 | -  | -  | -  | 28-72  | 11     | C     |                 |
| 11   | Wkra Żuromin (b)             | 22 | -  | -  | -  | 25-83  | 10     | C     |                 |
| 12   | Żbik Nasielsk                | 22 | -  | -  | -  | 20-71  | 8      | C     |                 |
| 13   | Ruch Wysokie Mazowieckie (b) |    |    |    |    |        |        | Ł     |                 |
| 14   | SKS Różan (b)                |    |    |    |    |        |        | O     |                 |

- Oficjalna nazwa klubu z Łomży MŁKS Start Łomża (Międzyzakładowy ŁKS).
- Zmiana nazwy Hortex na MZKS Płońsk.
- Ruch Wysokie Mazowieckie i SKS Różan zostały wycofane ze względu na zbyt dużą liczbę meczów oddanych walkowerem, ich wyniki anulowano.

Grupa suwalska
| Poz. | Drużyna              | M  | Z  | R | P  | Bramki | Punkty |                  |
| ---- | -------------------- | -- | -- | - | -- | ------ | ------ | ---------------- |
| 1    | Wigry II Suwałki     | 22 | 15 | 5 | 2  | 61-28  | 35     |                  |
| 2    | LKS Baranowo         | 22 | 13 | 5 | 4  | 51-20  | 31     | baraże-przegrane |
| 3    | Mamry Giżycko        | 22 | 13 | 4 | 5  | 51-26  | 30     |                  |
| 4    | Czarni Olecko        | 22 | 12 | 5 | 5  | 77-48  | 29     |                  |
| 5    | Rominta Gołdap       | 22 | 10 | 4 | 8  | 41-36  | 24     |                  |
| 6    | Jurand Bemowo Piskie | 22 | 11 | 2 | 9  | 43-33  | 24     |                  |
| 7    | Nida Ruciane-Nida    | 22 | 9  | 3 | 10 | 43-52  | 21     |                  |
| 8    | Unia Woźnice (b)     | 22 | 8  | 2 | 12 | 41-56  | 18     |                  |
| 9    | Mazur Pisz           | 22 | 8  | 1 | 13 | 32-45  | 17     |                  |
| 10   | Mazur Wydminy (b)    | 22 | 7  | 1 | 14 | 36-69  | 15     |                  |
| 11   | Sparta Augustów      | 22 | 5  | 2 | 15 | 39-52  | 12     |                  |
| 12   | Rospuda Bakałarzewo  | 22 | 3  | 2 | 17 | 16-66  | '8     |                  |

- Wigry II nie awansowały z powodu regulaminu, I drużyna Wigier gra w III lidze.
- LKS Baranowo powrócił do swojej siedziby, przez dwa lata rozgrywał mecze jako LKS Nikutowo.

Baraże do III ligi 

Rozgrywane w systemie pucharowym.
- Gwardia Białystok : LKS Baranowo 3:0, LKS Baranowo : Gwardia 1:3
- Gwardia Białystok : Orlęta Reszel 1:0 (neutralny teren)
- Gwardia Białystok : Polam Warszawa 2:1 (neutralny teren)
- Gwardia Białystok : Narew Ostrołęka 2:2 (5:4)karne (neutralny teren)

Awansowała Gwardia Białystok.

## Klasa B - V poziom rozgrywkowy
Grupa białostocka
| Poz. | Drużyna                       | M   | Z  | R | P  | Bramki | Punkty |
| ---- | ----------------------------- | --- | -- | - | -- | ------ | ------ |
| 1    | Gwardia II Białystok          | 20  | 15 | 2 | 3  | 43-16  | 32     |
| 2    | Skra Czarna Białostocka (s)   | 20  | 15 | 1 | 4  | 56-22  | 31     |
| 3    | Start Supraślanka Supraśl (b) | 20  | 9  | 5 | 6  | 43-29  | 23     |
| 4    | Kolejarz Czeremcha            | 20  | 9  | 5 | 6  | 42-30  | 23     |
| 5    | Włókniarz II Białystok (s)    | 20  | 9  | 4 | 7  | 37-30  | 22     |
| 6    | Żubr Drohiczyn (b)            | 20  | 10 | 1 | 9  | 51-40  | 21     |
| 7    | Elektronik Białystok          | 20  | 8  | 4 | 8  | 41-33  | 20     |
| 8    | Start Białystok               | 220 | 6  | 1 | 13 | 30-60  | 13     |
| 9    | Cresovia Siemiatycze (s)      | 20  | 5  | 3 | 12 | 32-64  | 13     |
| 10   | Narew Żółtki                  | 20  | 5  | 1 | 14 | 36-59  | 11     |
| 11   | Husar II Nurzec               | 20  | 5  | 1 | 14 | 31-59  | 11     |
| 12   | Iskra Narew                   |     |    |   |    |        |        |

- Iskra Narew wycofana po I rundzie, wyniki anulowano.
- Po sezonie z rozgrywek wycofał się Elektronik Białystok.

Grupa łomżyńska
| Poz. | Drużyna                | M  | Z | R | P | Bramki | Punkty |
| ---- | ---------------------- | -- | - | - | - | ------ | ------ |
| 1    | Wissa Szczuczyn        | 14 | - | - | - | 28-17  | 21     |
| 2    | Orzeł Kolno (s)        | 14 | - | - | - | 46-19  | 21     |
| 3    | Smolniki Stawiski (b)  | 14 | - | - | - | 40-32  | 15     |
| 4    | Olimpia II Zambrów (b) | 14 | - | - | - | 30-27  | 15     |
| 5    | Unia Ciechanowiec      | 14 | - | - | - | 33-32  | 14     |
| 6    | Grom Czerwony Bór (b)  | 14 | - | - | - | 35-32  | 13     |
| 7    | Ziemowit Nowogród      | 14 | - | - | - | 22-33  | 8      |
| 8    | Jegrznia Rajgród       | 14 | - | - | - | 23-68  | 3      |

- Po sezonie z rozgrywek wycofała się Jegrznia Rajgród.
- Decyzją władz OZPN żadna drużyna z łomżyńskiej klasy A nie awansowała do klasy okręgowej.

Grupa suwalska 
| Poz. | Drużyna                | M  | Z | R | P | Bramki | Punkty |
| ---- | ---------------------- | -- | - | - | - | ------ | ------ |
| 1    | Śniardwy II Orzysz (b) | 13 | - | - | - | 59-10  | 26     |
| 2    | Mazur II Ełk           | 13 | - | - | - | 44-18  | 1721   |
| 3    | Pomorzan Prostki       | 13 | - | - | - | 44-24  | 19     |
| 4    | Pomorzanka Sejny       | 13 | - | - | - | 44-24  | 13     |
| 5    | Znicz Biała Piska      | 13 | - | - | - | 37-35  | 12     |
| 6    | Pogoń Ryn (s)          | 13 | - | - | - | 35-61  | 12     |
| 7    | Polonez Nowa Wieś (b)  | 13 | - | - | - | 30-30  | 11     |
| 8    | Dejgun Sterławki Małe  | 13 | - | - | - | 16-51  | 11     |
| 9    | Orkan Drygały          | 13 | - | - | - | 28-31  | 10     |
| 10   | Meprozet Orzysz        | 13 | - | - | - | 20-28  | 10     |
| 11   | Orzeł Orla Jucha       | 13 | - | - | - | 20-32  | 8      |
| 12   | Polonia Raczki         | 13 | - | - | - | 15-45  | 3      |

- Brak końcowej tabeli, wyniki po 13 kolejkach.
- Zmiana nazwy Lider na Dejgun Sterławki Małe.
- Ostatecznie awans Pomorzana Prostki i Rezerw Mazura Ełk.

## Klasa C - VI poziom rozgrywkowy
Białostocka - gr.I
| Poz. | Drużyna          | M | Z | R | P | Bramki | Punkty |
| ---- | ---------------- | - | - | - | - | ------ | ------ |
| 1    | Kora Korycin (s) |   |   |   |   | b.d.   | b.d.   |
| 2    |                  |   |   |   |   | b.d.   | b.d.   |
| 3    |                  |   |   |   |   | b.d.   | b.d.   |
| 4    |                  |   |   |   |   | b.d.   | b.d.   |

- Brak tabeli, awans Kory Korycin.

Białostocka - gr.II
| Poz. | Drużyna         | M | Z | R | P | Bramki | Punkty |
| ---- | --------------- | - | - | - | - | ------ | ------ |
| 1    | Las Narewka (b) |   |   |   |   | b.d.   | b.d.   |
| 2    |                 |   |   |   |   | b.d.   | b.d.   |
| 3    |                 |   |   |   |   | b.d.   | b.d.   |
| 4    |                 |   |   |   |   | b.d.   | b.d.   |

- Brak tabeli, awans Las Narewka.

## Puchar Polski – rozgrywki okręgowe
- BOZPN – Jagiellonia Białystok : Pogoń Łapy 3:2
- ŁOZPN – Olimpia Zambrów : ŁKS Łomża 5:2
- SOZPN – Sparta Augustów : TKKF Suwałki 2:1(dogr.)